# Sphingini
Sphingini es una tribu de lepidópteros glosados de la familia Sphingidae, dentro del clado Ditrysia.

## Géneros

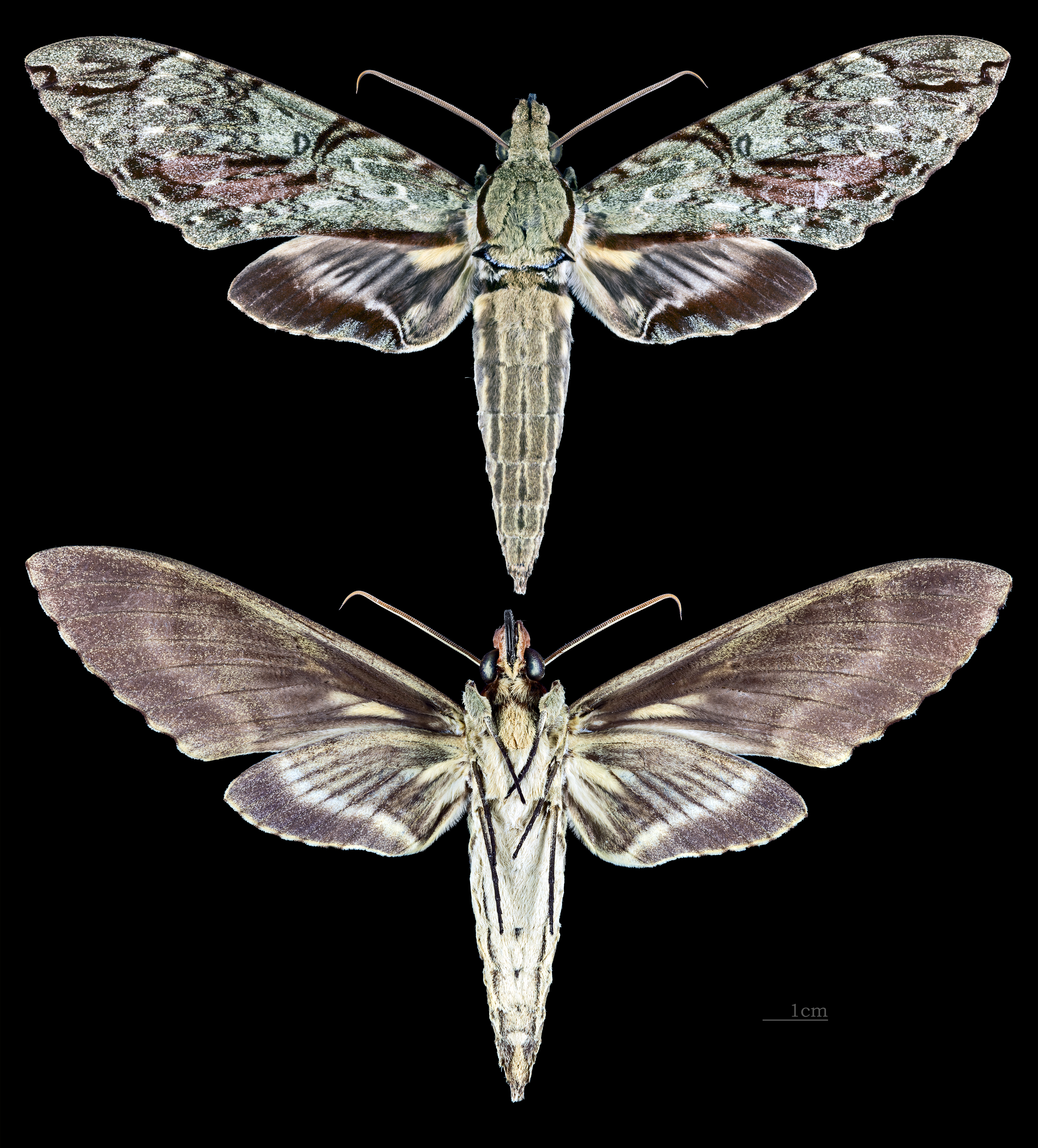
Amphimoea
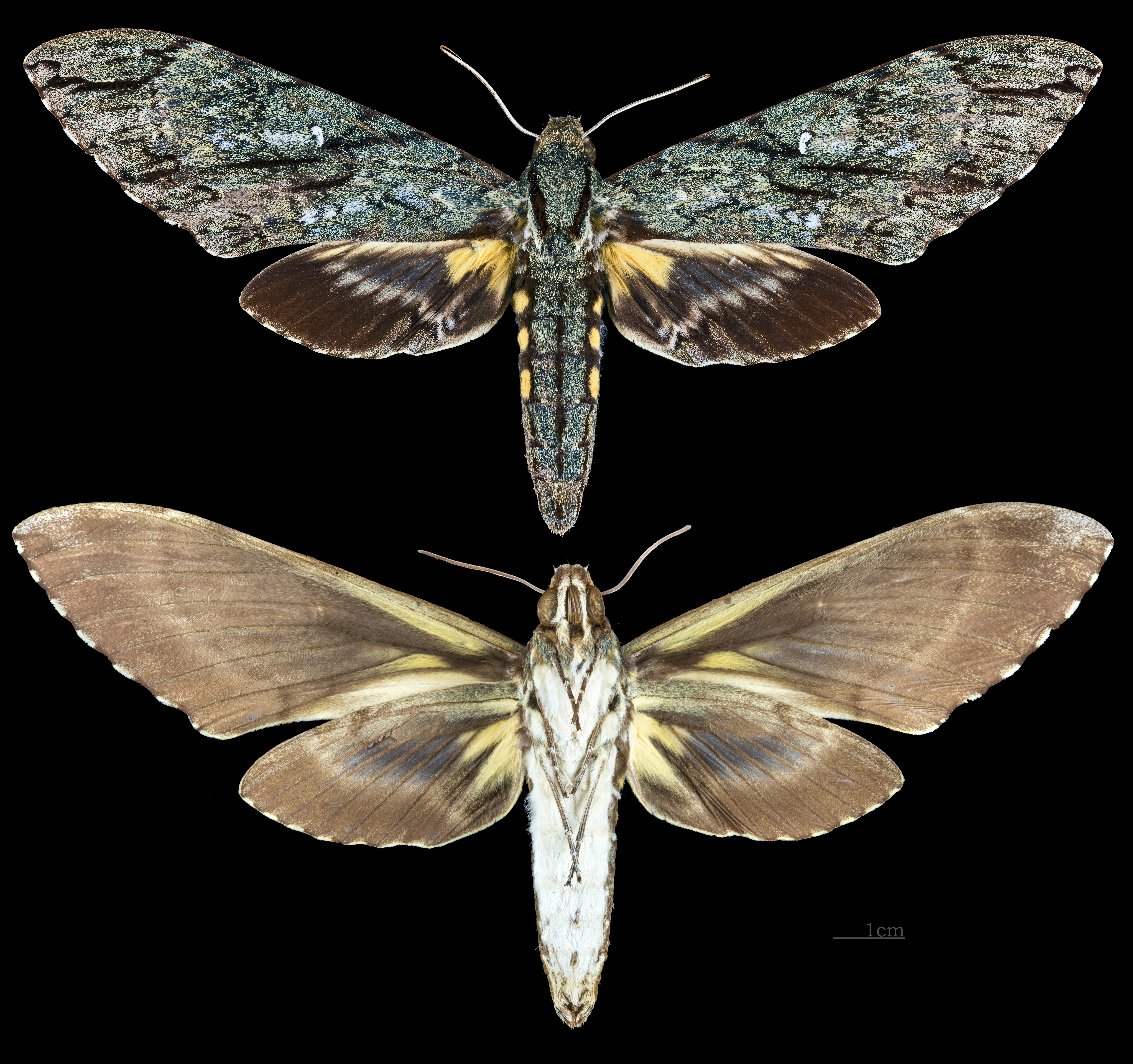
Amphonyx
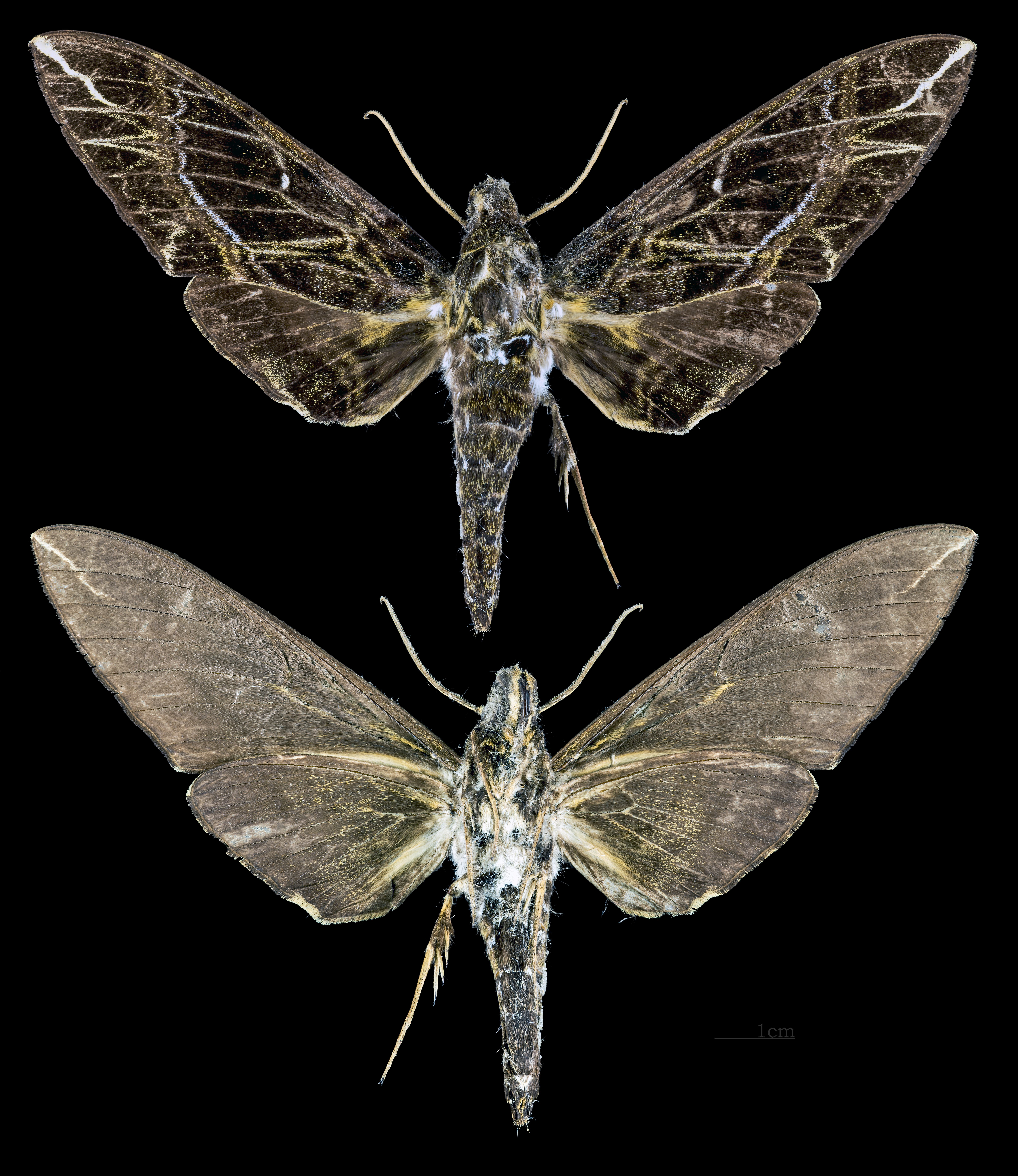
Apocalypsis
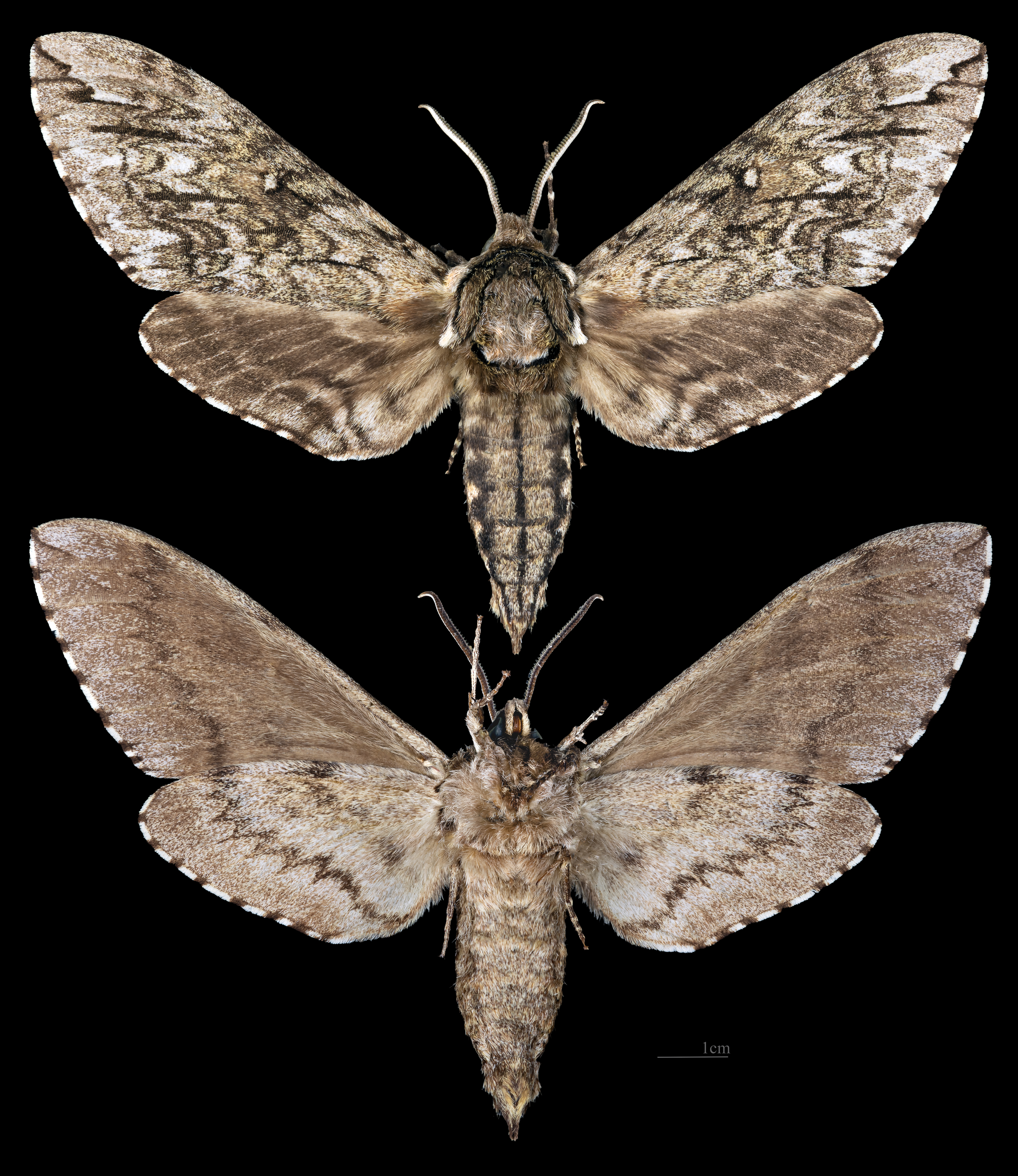
Ceratomia
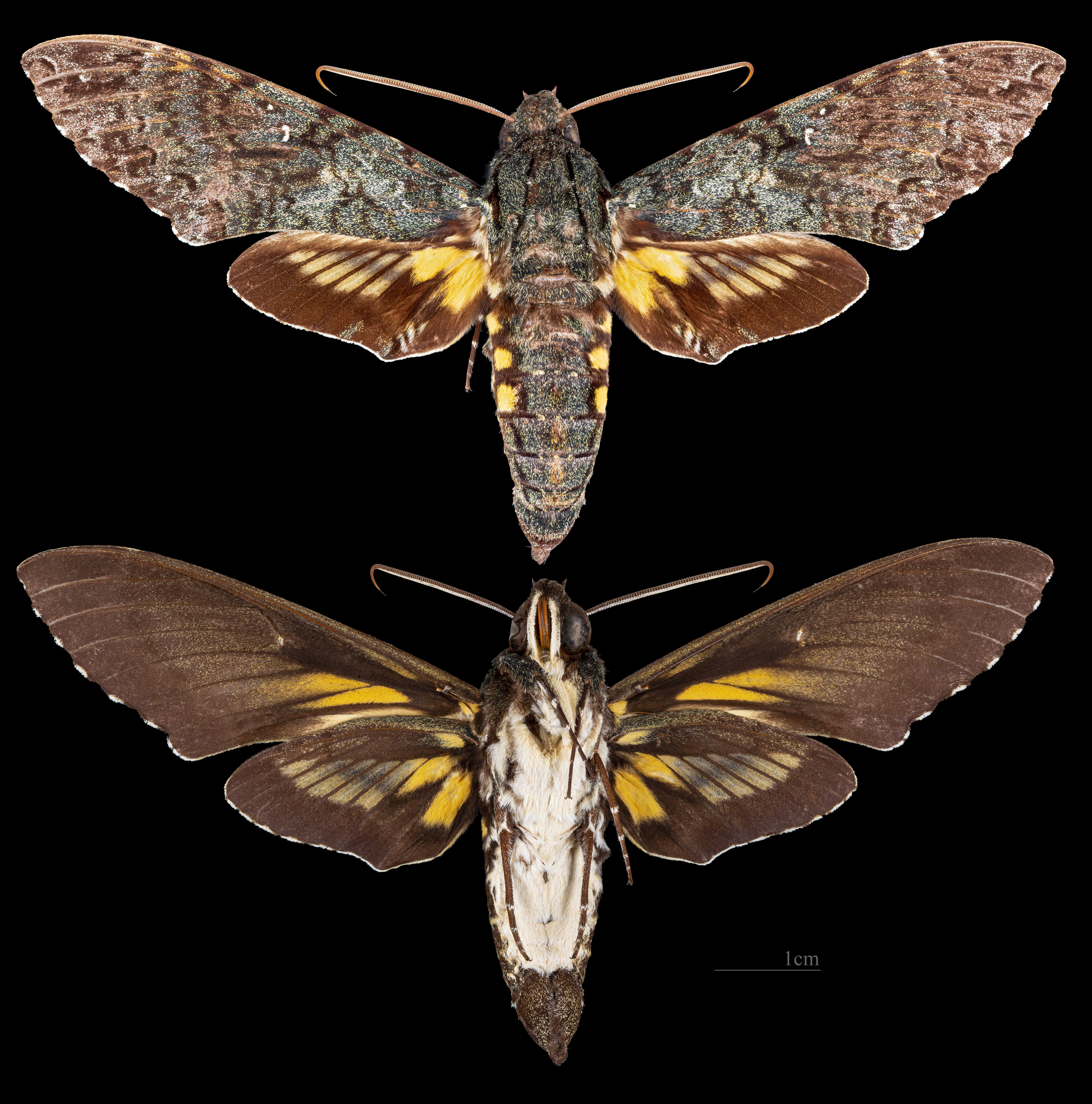
Cocytius
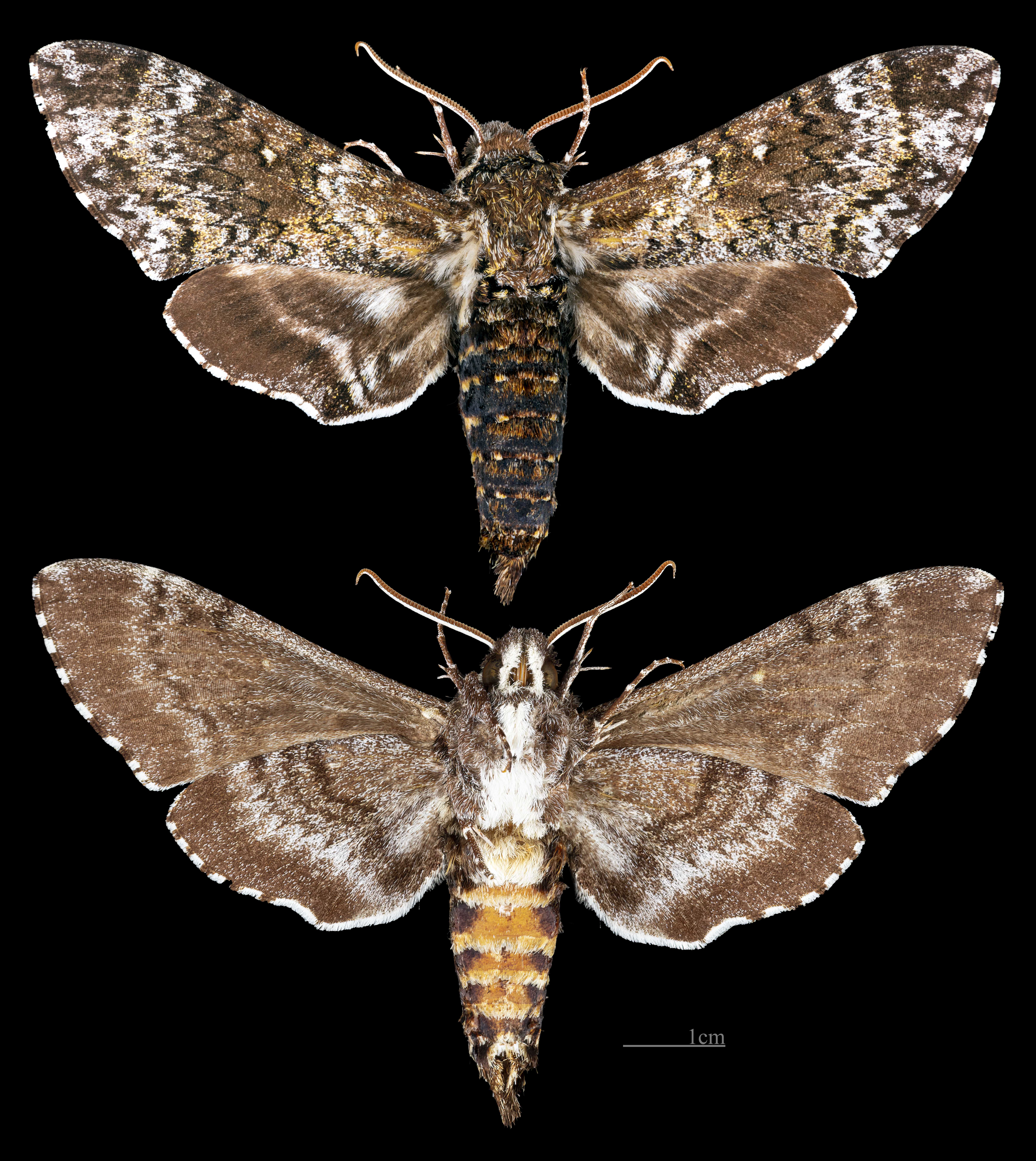
Dolba
- Dolbogene
- Dovania
- Ellenbeckia
- Euryglottis
- Hoplistopus
- Ihlegramma
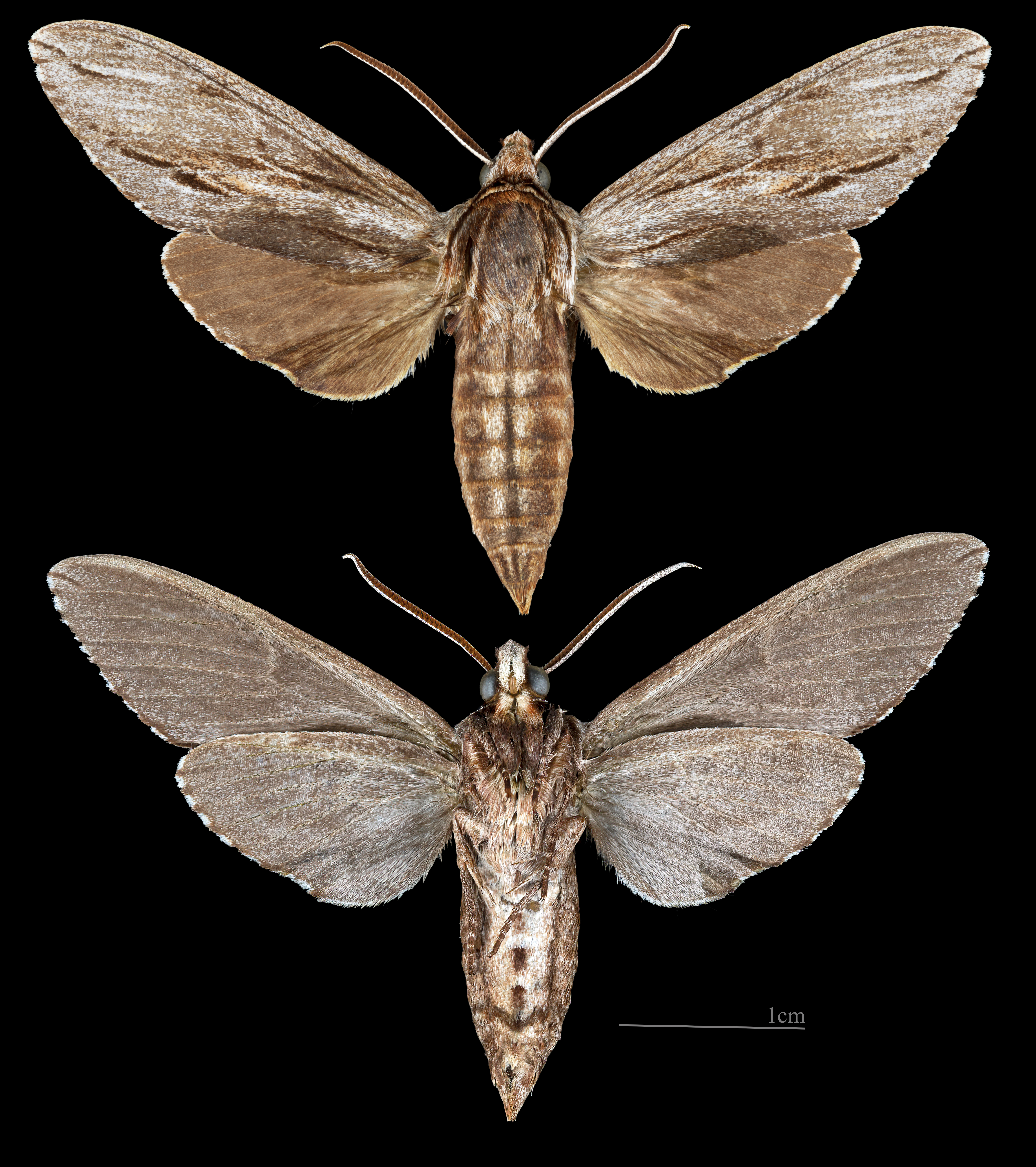
Isoparce
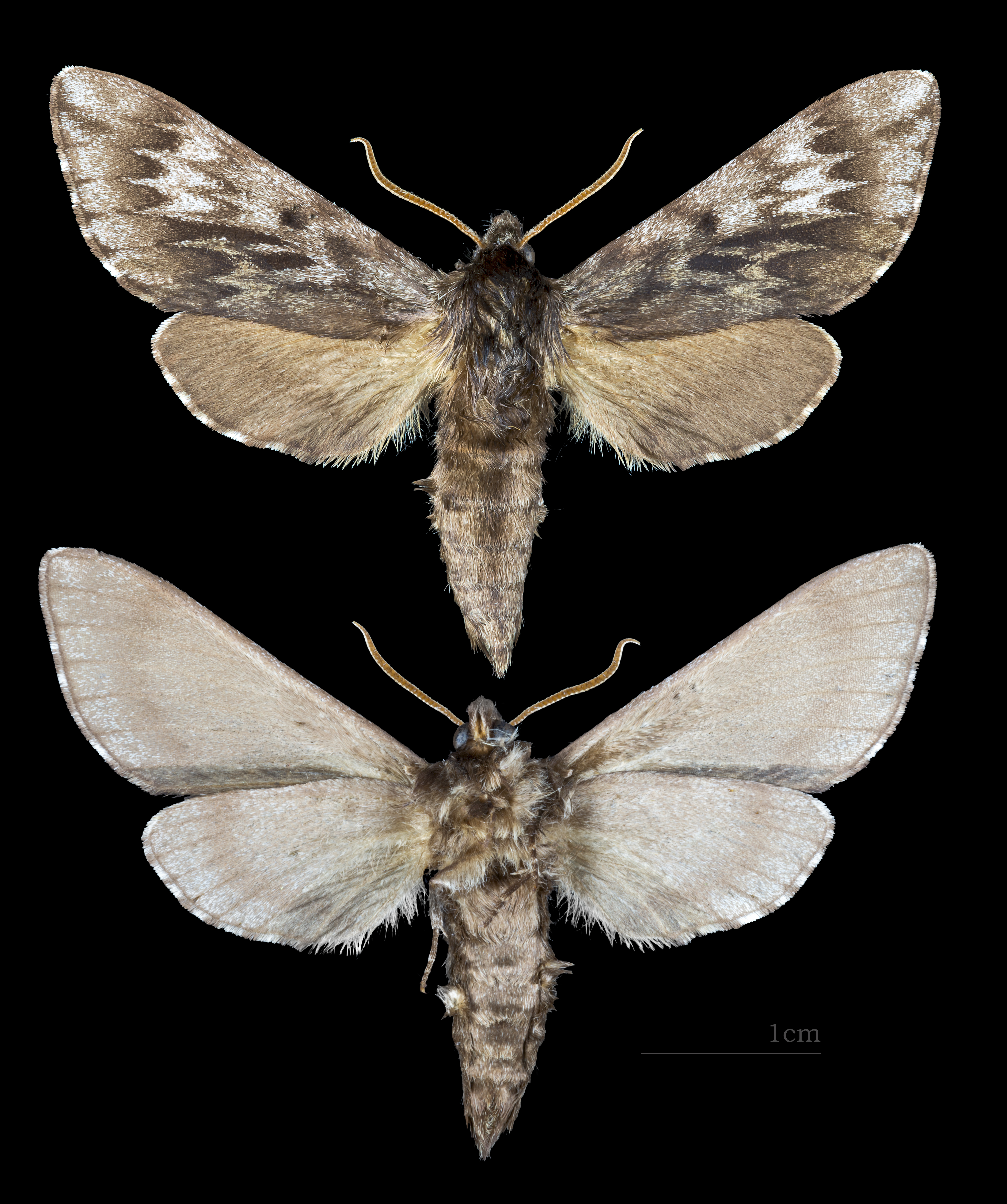
Lapara
- Leucomonia
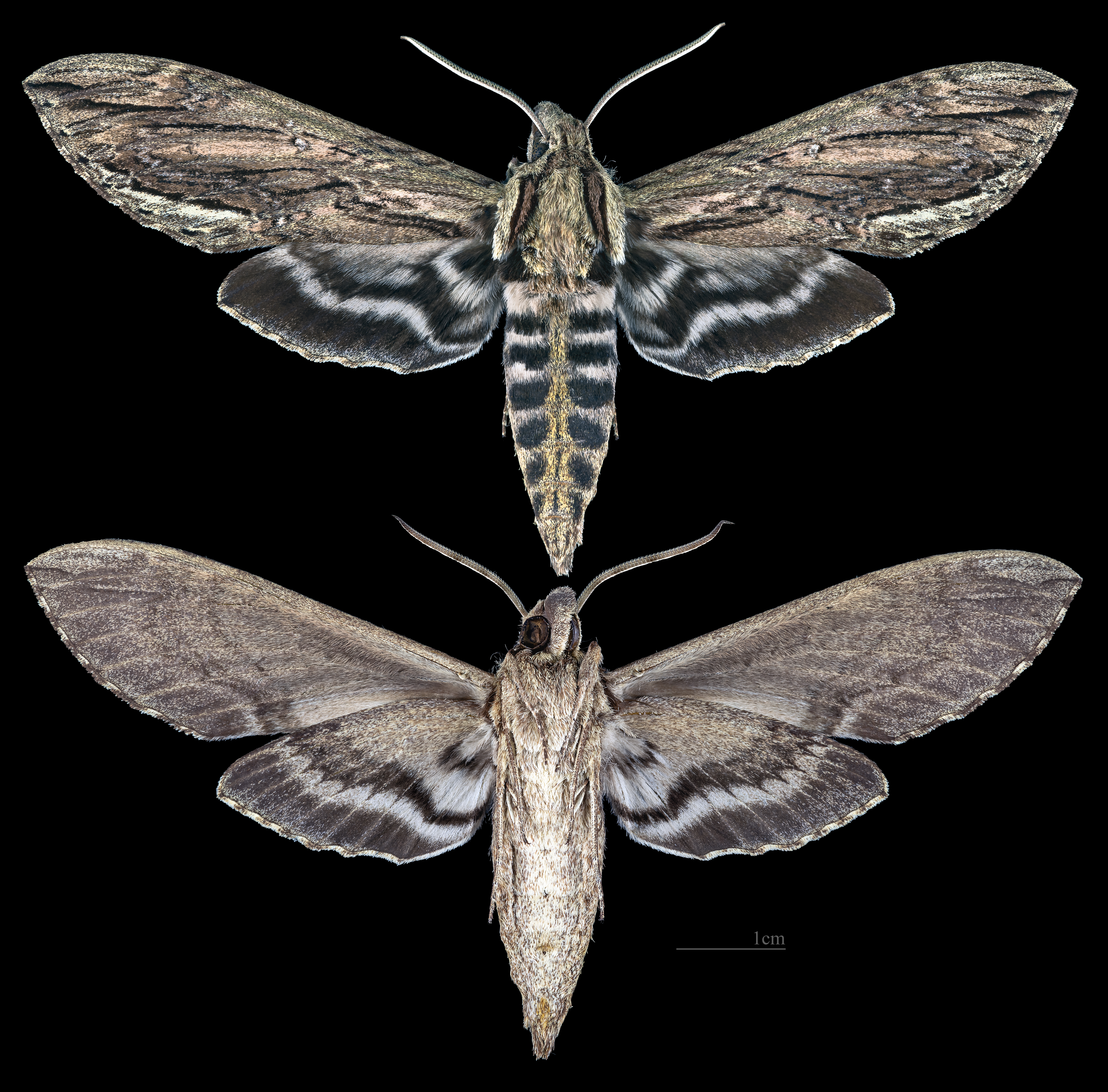
Lintneria
- Litosphingia
- Lomocyma
- Macropoliana
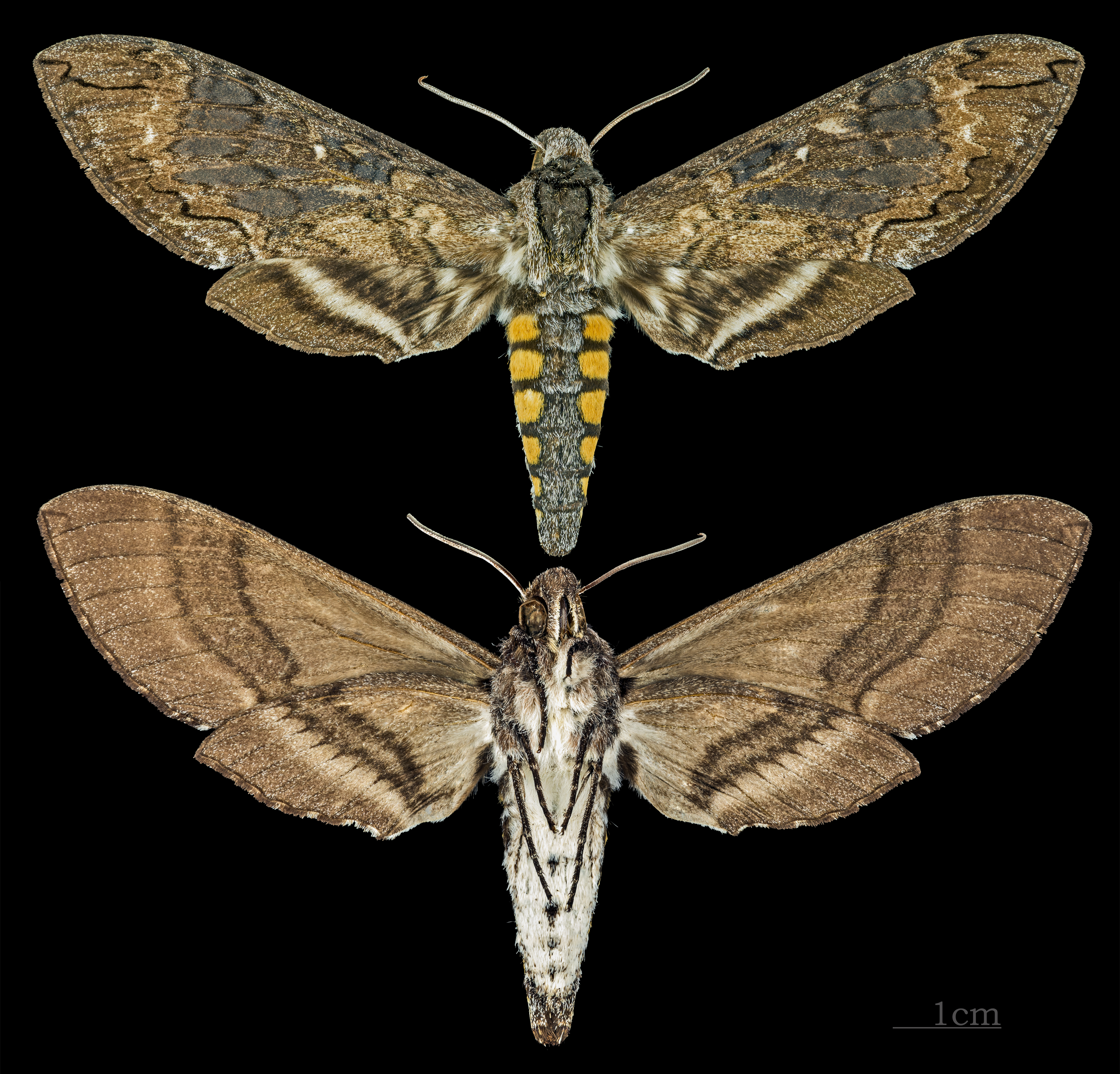
Manduca
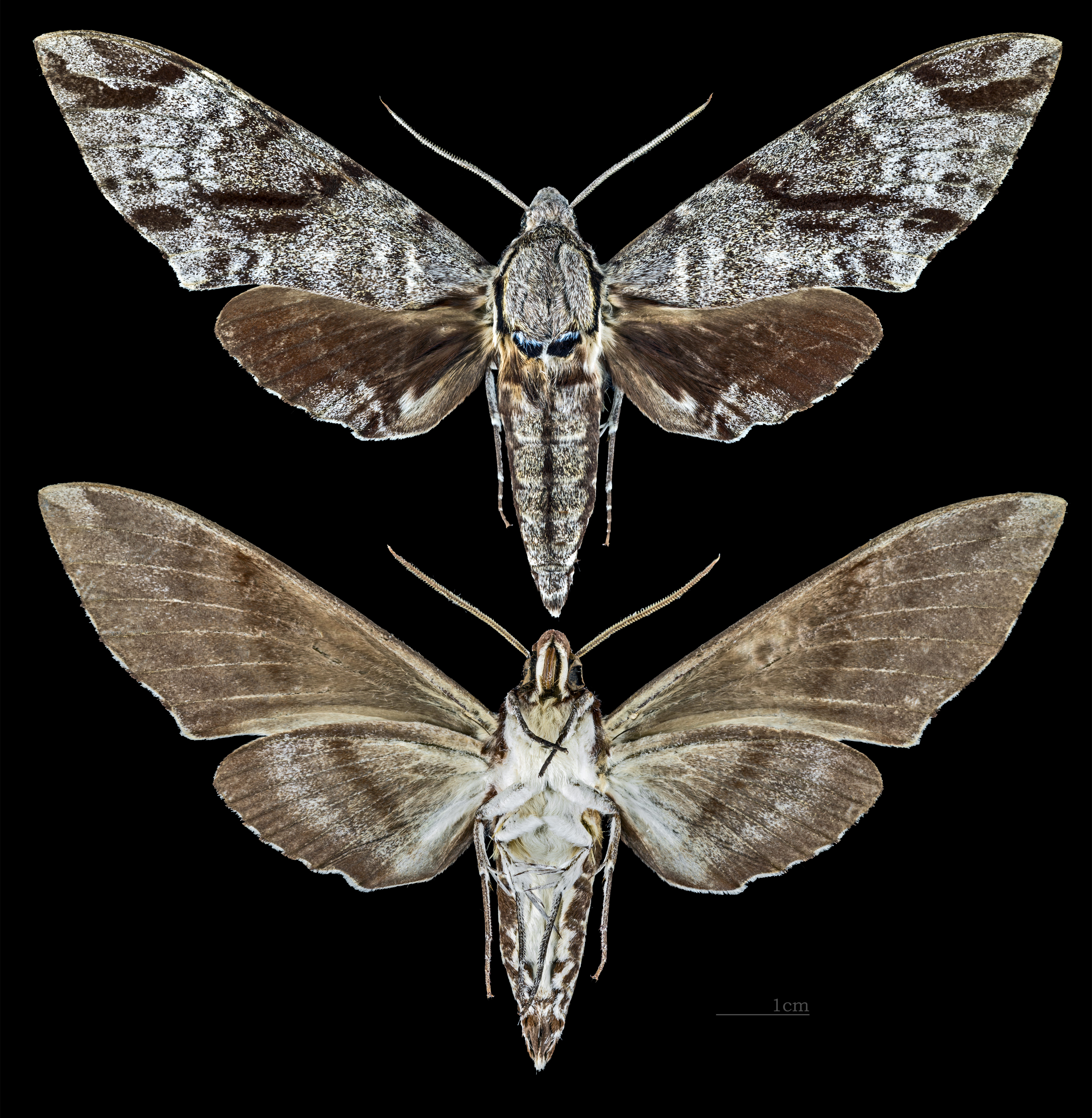
Meganoton
- Morcocytius
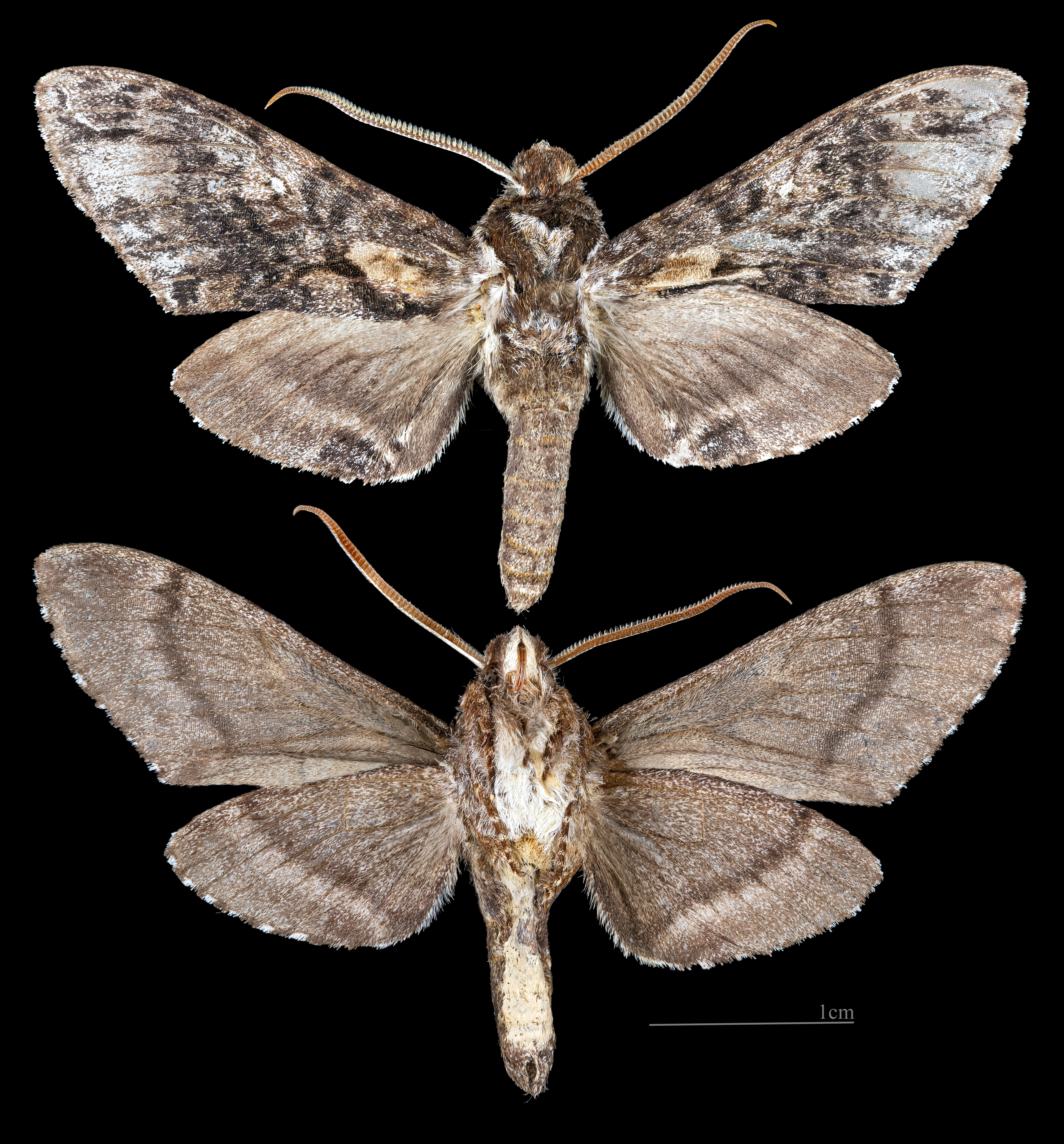
Nannoparce
- Neococytius
- Neogene
- Oligographa
- Panogena
- Pantophaea
- Paratrea
- Poliana
- Praedora
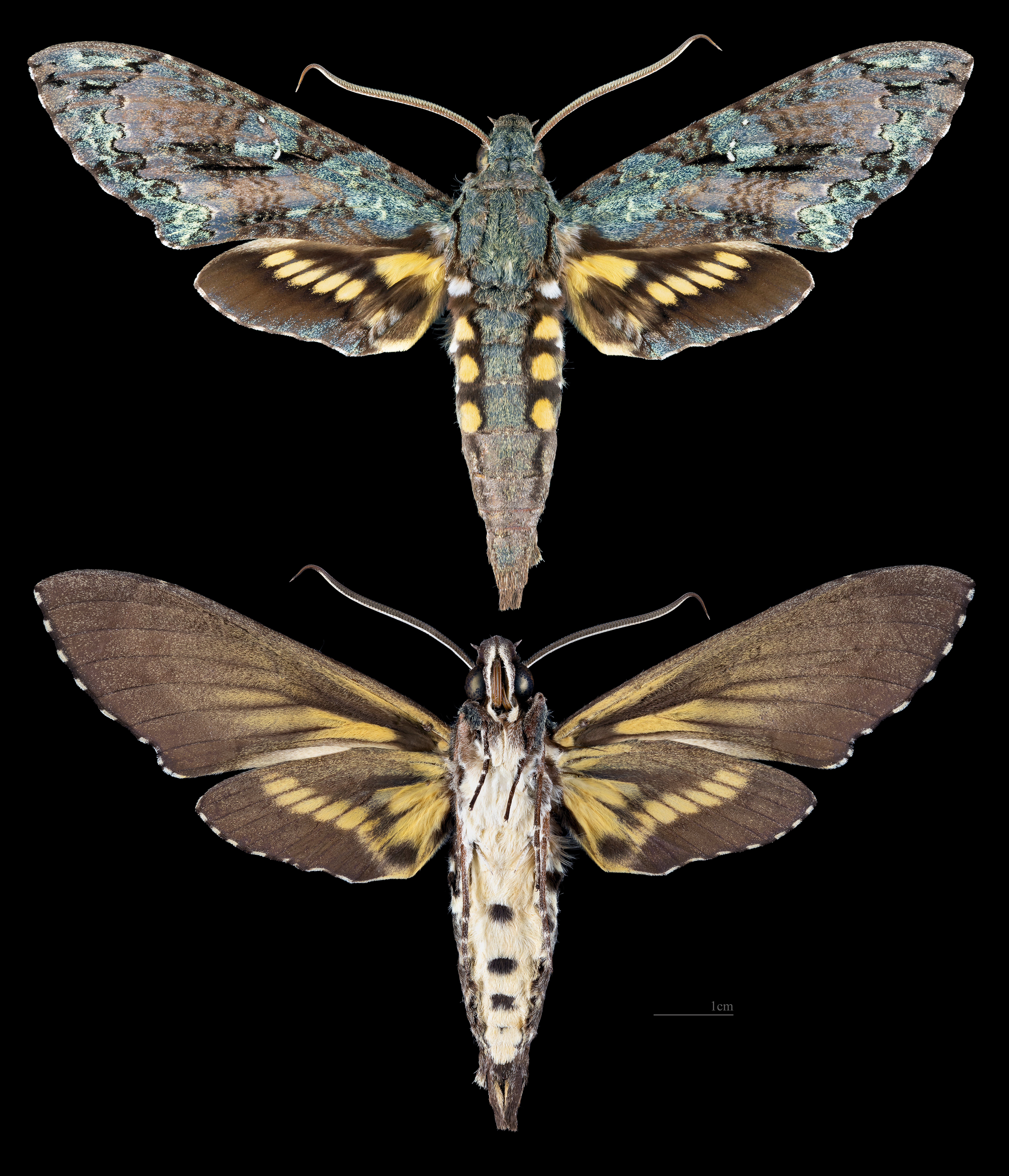
Pseudococytius
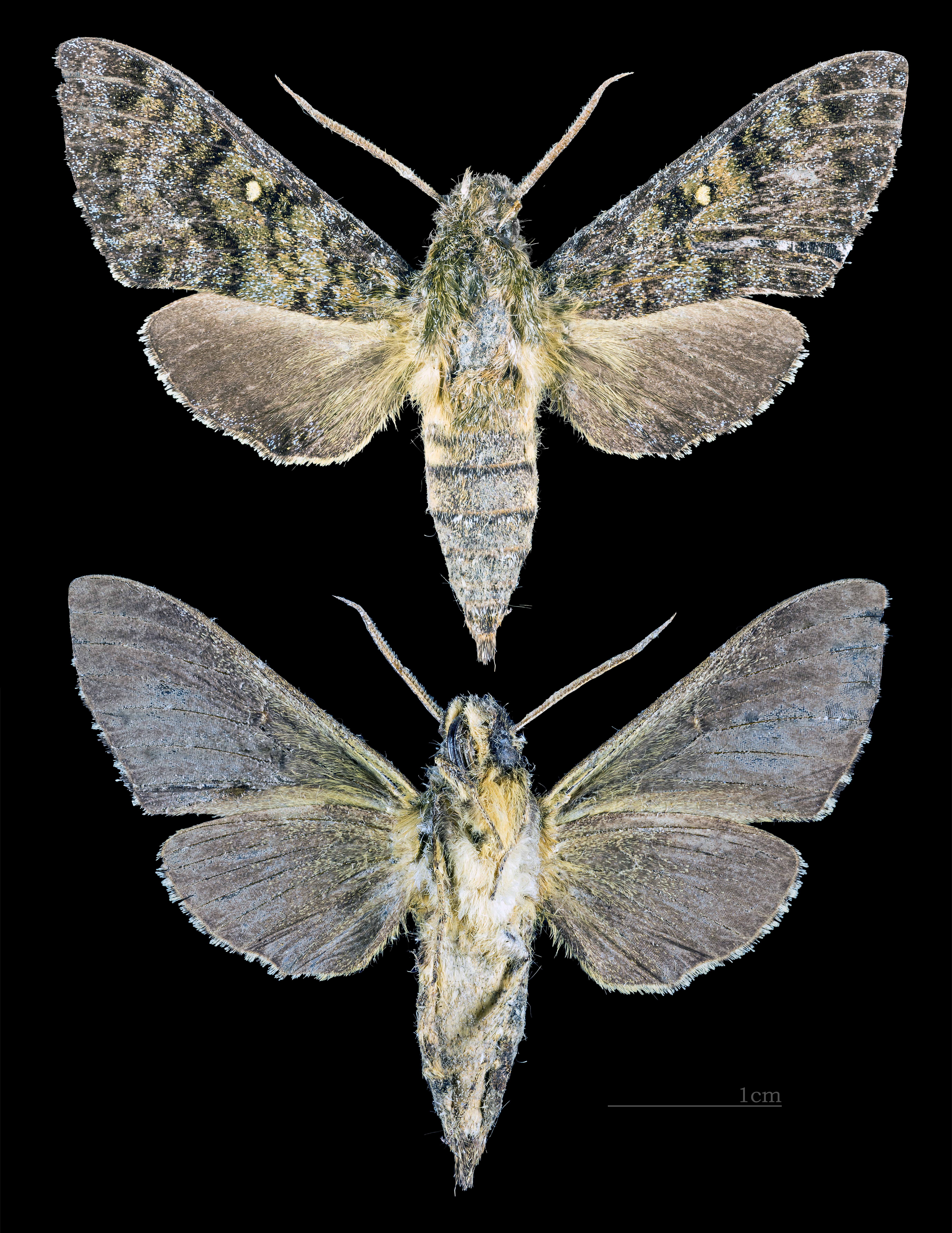
Pseudodolbina
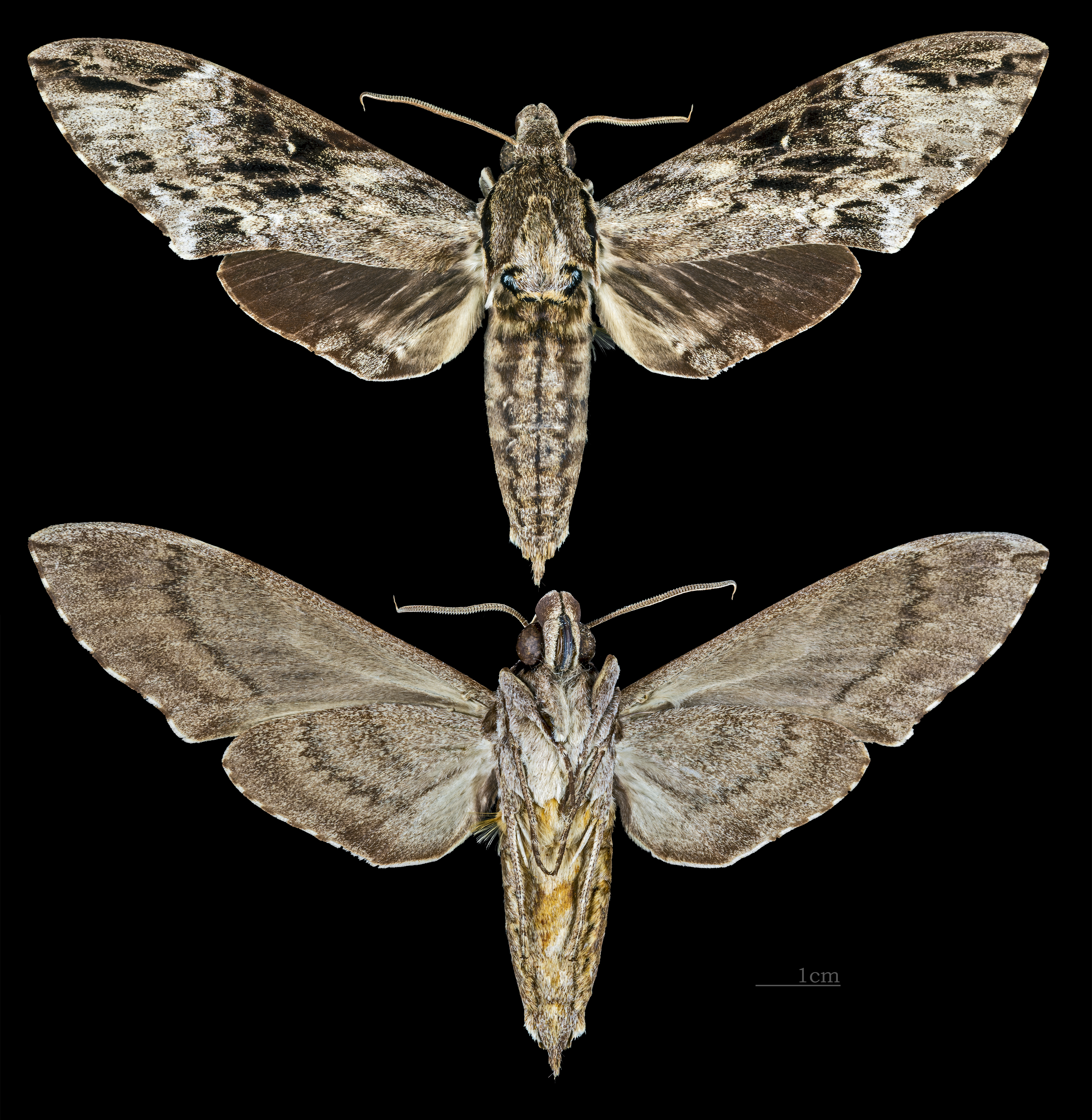
Psilogramma
- Sagenosoma
- Sphingidites †
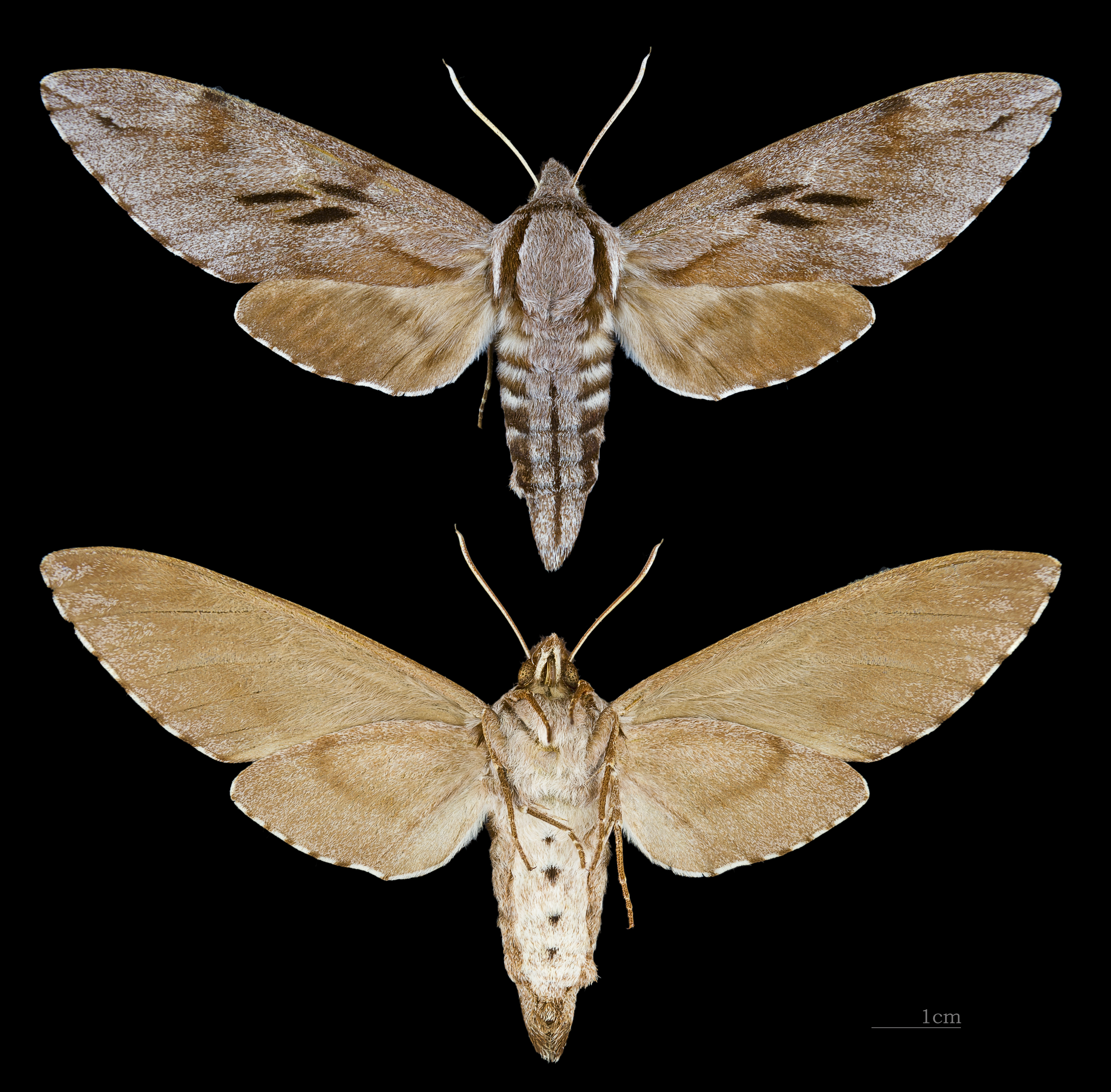
Sphinx
- Thamnoecha
- Xanthopan

- Amphimoea
- Amphonyx
- Apocalypsis
- Ceratomia
- Cocytius
- Dolba
- Isoparce
- Lapara
- Lintneria
- Manduca
- Meganoton
- Nannoparce balsa
- Pseudococytius
- Pseudodolbina
- Psilogramma
- Sphinx